# Seznam portugalskih pomorščakov
Seznam portugalskih pomorščakov.

## C
- Pedro Álvares Cabral
- Diogo Cão

## D
- Bartolomeu Dias

## G
- Vasco da Gama

## M
- Ferdinand Magellan